# 香港藝術發展局
香港藝術發展局（英語：Hong Kong Arts Development Council），簡稱藝發局、ADC，於1995年6月1日根據香港藝術發展局條例（香港法例第472章）成立，是政府指定全方位發展香港藝術的法定機構，其角色包括資助、政策及策劃、倡議、推廣及發展、策劃特別項目等。每年頒發「香港藝術發展獎」。

## 組織架構
局內最高決策層為大會，由最多27人組成，由行政長官委任，其中10位經由藝術界投票選出。大會成員包括主席、副主席各1名、不超過22名其他成員，以及3名政府部門首長（文化體育及旅遊局局長、教育局常任秘書長、康樂及文化事務署署長）或其代表。
大會下設6個委員會，包括管理、覆檢、策略、藝術支援、藝術推廣、審計，以及10個藝術組別，包括藝術行政、藝術評論、藝術教育、舞蹈、戲劇、電影及媒體藝術、文學、音樂、視覺藝術、戲曲；另設有藝術顧問和審批員。

## 歷史
- 1982年當時文康市政科成立諮詢性質的演藝發展局，為香港藝術發展局前身。
- 1993年10月政府成立香港藝術發展局籌備工作小組。
- 1994年4月1日香港藝術發展局正式成立，取代原有香港演藝發展局。
- 1995年6月1日香港藝術發展局成為法定機構。[3]

## 資助形式
每年藝發局都會撥款資助香港藝術團體、藝術節目及出版藝術刊物。一般來說，共分為四種資助形式：
- 「三年資助」支持香港大型專業藝團作長遠的發展。
  - 1999-2002年第一期三年資助，獲資助的六大藝團為中英劇團、明日劇團、進念二十面體、香港小交響樂團、香港芭蕾舞團及城市當代舞蹈團。
  - 2002-2005年第二期三年資助，劇場組合取代明日劇團，其餘藝團繼續獲得資助。
  - 2005-2007年屬過渡期，配合政府檢討資助政策，各藝團繼續獲得資助。
  - 2007年政府將六大藝團脫離藝發局資助架構，與原由康文署資助的另外四個演藝團體，一併以「主要演藝團體」的名義，改由民政事務局直接資助。
- 「一年資助」有策略性地支持培養專業藝術團體的成長。
- 「中介計劃」用來促進藝術的多元發展及為藝術家提供策略性支援。
- 「計劃資助」公開支持藝團及藝術工作者的表演、展覽、出版、教育、創作、評論和存檔等等。

## 歷任主席
- 何鴻卿（1995-1996）
- 周永成（1995-2000）
- 何志平（2000-2002）
- 陳達文（2002-2005）
- 馬逢國（2005-2011）
- 王英偉（2011-2022）
- 霍啟剛（2023-）

## 爭議

### 扣減香港舞台劇獎資助
2024年1月17日，香港戲劇協會今於社交平台表示於2023年12月8日接獲藝發局來函，指該局「收到外界查詢」，質疑其所資助的第31屆香港舞台劇獎頒獎禮，「活動內容直接或間接對本局的聲譽造成損害或不利影響」，又稱已審視該頒獎禮的直播錄像及經審慎考慮後，決定扣減原本已批出的「最後一期資助」。藝發局又指「在競爭劇烈及資源有限的情況下」，2024年不會再資助第32屆香港舞台劇獎頒獎禮。

## 來源參考
1. ↑  . 香港藝術發展局.   [2018-10-26]. （原始内容存档于2021-01-16）. （页面存档备份，存于）
2. ↑  . www.hkadc.org.hk.   [2023-02-11]. （原始内容存档于2021-12-11） （中文（香港））. （页面存档备份，存于）
3. ↑   (PDF) (报告). 香港: 香港藝術發展局研究部. 2001-01  [2013-09-03]. （原始内容存档 (PDF)于2009-04-19）. （页面存档备份，存于）
4. ↑  . 自由亞洲電台. 2024年1月17日  [2024年1月17日]. （原始内容存档于2024年2月29日）.

## 外部連結
- 香港藝術發展局官方網站 （页面存档备份，存于）
- 香港藝術發展局臉書專頁